# Mistrzostwa Europy w Lekkoatletyce 2014 – skok wzwyż mężczyzn
Skok wzwyż mężczyzn – jedna z konkurencji rozegranych podczas lekkoatletycznych mistrzostw Europy na Letzigrund Stadion w Zurychu.

## Terminarz
| Data        | Godzina |            |
| ----------- | ------- | ---------- |
| 13 sierpnia | 10:07   | Eliminacje |
| 15 sierpnia | 19:46   | Finał      |

## Rekordy
Tabela prezentuje rekord świata, rekord Europy, rekord mistrzostw Europy, a także najlepsze rezultaty na świecie i w Europie w sezonie 2014 przed rozpoczęciem mistrzostw.
|                          | Zawodnik           | Wynik | Miejsce   | Data                 |
| ------------------------ | ------------------ | ----- | --------- | -------------------- |
| Rekord świata            | Javier Sotomayor   | 2,45  | Salamanka | 27 lipca 1993(dts)   |
| Listy światowe           | Bohdan Bondarenko  | 2,42  | Nowy Jork | 14 czerwca 2014(dts) |
| Listy światowe           | Mutazz Isa Barszim | 2,42  | Nowy Jork | 14 czerwca 2014(dts) |
| Listy europejskie        | Bohdan Bondarenko  | 2,42  | Nowy Jork | 14 czerwca 2014(dts) |
| Rekord mistrzostw Europy | Andriej Silnow     | 2,36  | Göteborg  | 9 sierpnia 2006(dts) |
| Rekord Europy            | Patrik Sjöberg     | 2,42  | Sztokholm | 30 czerwca 1987(dts) |
| Rekord Europy            | Bohdan Bondarenko  | 2,42  | Nowy Jork | 14 czerwca 2014(dts) |

## Rezultaty
| Poz. – pozycja \| CR – rekord mistrzostw \| NR – rekord kraju \| PB – rekord życiowy \| DNS – nie wystartował \| WL – najlepszy wynik w tym sezonie na świecie |
| SB – najlepszy wynik w sezonie \| x – zrzutka \| o – próba zaliczona \| – – pominięcie próby \| NM – niezaliczenie żadnej próby                                |

### Eliminacje
| Poz. | Grupa | Zawodnik              | Reprezentacja   | 2.10 | 2.15 | 2.19 | 2.23 | Rezultat | Uwagi |
| ---- | ----- | --------------------- | --------------- | ---- | ---- | ---- | ---- | -------- | ----- |
| 1    | B     | Jaroslav Bába         | Czechy          | -    | o    | o    | o    | 2.23     | q     |
| 1    | A     | Bohdan Bondarenko     | Ukraina         | -    | -    | -    | o    | 2.23     | q     |
| 1    | A     | Mihai Donisan         | Rumunia         | o    | o    | o    | o    | 2.23     | q     |
| 1    | B     | Wojciech Theiner      | Polska          | o    | o    | o    | o    | 2.23     | q     |
| DSQ  | B     | Iwan Uchow            | Rosja           | -    | o    | o    | o    | 2.23     | DSQ   |
| 6    | B     | Marco Fassinotti      | Włochy          | o    | o    | o    | xo   | 2.23     | q     |
| 6    | B     | Andrij Procenko       | Ukraina         | -    | o    | o    | xo   | 2.23     | q     |
| 6    | A     | Daniił Cypłakow       | Rosja           | o    | o    | o    | xo   | 2.23     | q     |
| 9    | A     | Chris Baker           | Wielka Brytania | o    | o    | o    | xxo  | 2.23     | q     |
| 9    | A     | Tihomir Ivanov        | Bułgaria        | o    | o    | o    | xxo  | 2.23     | q     |
| 11   | A     | Andrej Czuryła        | Białoruś        | o    | o    | xo   | xxo  | 2.23     | q     |
| 12   | B     | Jurij Krymarenko      | Ukraina         | o    | o    | o    | xxx  | 2.19     | q     |
| 12   | A     | Raivydas Stanys       | Litwa           | o    | o    | o    | xxx  | 2.19     | q     |
| 12   | A     | Gianmarco Tamberi     | Włochy          | o    | o    | o    | xxx  | 2.19     | q     |
| 15   | B     | Jussi Viita           | Finlandia       | o    | xo   | o    | xxx  | 2.19     |       |
| 16   | B     | Eugenio Rossi         | San Marino      | xo   | o    | xo   | xxx  | 2.19     |       |
| 17   | B     | Lukáš Beer            | Słowacja        | o    | xxo  | xo   | xxx  | 2.19     |       |
| 18   | A     | Matúš Bubeník         | Słowacja        | o    | o    | xxo  | xxx  | 2.19     |       |
| 19   | A     | Mickaël Hanany        | Francja         | -    | xo   | xxo  | xxx  | 2.19     |       |
| 20   | B     | Konstandinos Baniotis | Grecja          | o    | o    | xxx  | -    | 2.19     |       |
| 21   | A     | Adónios Mástoras      | Grecja          | -    | xo   | xxx  | –    | 2.15     |       |
| 22   | B     | Viktor Ninov          | Bułgaria        | o    | xxo  | xxx  | -    | 2.15     |       |
| 23   | B     | Aleksey Dmitrik       | Rosja           | o    | xxx  | -    | –    | 2.10     |       |

### Finał
| Poz. | Imię i nazwisko   | Narodowość      | 2.21 | 2.26 | 2.30 | 2.33 | 2.35 | 2.37 | 2.39 | 2.41 | 2.43 | Rezultat | Uwagi |
| ---- | ----------------- | --------------- | ---- | ---- | ---- | ---- | ---- | ---- | ---- | ---- | ---- | -------- | ----- |
| 01 ! | Bohdan Bondarenko | Ukraina         | –    | –    | xo   | -    | xo   | –    | –    | –    | xr   | 2,35     |       |
| 02 ! | Andrij Procenko   | Ukraina         | o    | xxo  | o    | xxo  | x-   | xx   |      |      |      | 2,33     |       |
| 03 ! | Jaroslav Bába     | Czechy          | o    | xxo  | xo   | xxx  |      |      |      |      |      | 2,30     |       |
| 4    | Daniił Cypłakow   | Rosja           | o    | o    | xxx  |      |      |      |      |      |      | 2,26     |       |
| 5    | Jurij Krymarenko  | Ukraina         | xxo  | o    | xxx  |      |      |      |      |      |      | 2,26     |       |
| 6    | Marco Fassinotti  | Włochy          | o    | xo   | xxx  |      |      |      |      |      |      | 2,26     |       |
| 6    | Tihomir Ivanov    | Bułgaria        | o    | xo   | xxx  |      |      |      |      |      |      | 2,26     |       |
| 6    | Gianmarco Tamberi | Włochy          | o    | xo   | xxx  |      |      |      |      |      |      | 2,26     | SB    |
| 9    | Wojciech Theiner  | Polska          | o    | xxo  | xxx  |      |      |      |      |      |      | 2,26     |       |
| 10   | Chris Baker       | Wielka Brytania | xxo  | xxx  |      |      |      |      |      |      |      | 2,21     |       |
| 10   | Andrej Czuryła    | Białoruś        | xxo  | xxx  |      |      |      |      |      |      |      | 2,21     |       |
| 10   | Mihai Donisan     | Rumunia         | xxo  | xxx  |      |      |      |      |      |      |      | 2,21     |       |
| 13 ! | Raivydas Stanys   | Litwa           | xxx  |      |      |      |      |      |      |      |      | NM       |       |
| DSQ  | Iwan Uchow        | Rosja           | o    | o    | o    | xxx  |      |      |      |      |      | 2,30     | DSQ   |